# 1 oktober
1 oktober är den 274:e dagen på året i den gregorianska kalendern (275:e under skottår). Det återstår 91 dagar av året.

## Återkommande bemärkelsedagar

### Nationaldagar
- Cyperns nationaldag
- Kinas nationaldag
- Nigerias nationaldag
- Tuvalus nationaldag

### Helgondagar
- Festdag inom romersk-katolska kyrkan för Thérèse av Jesusbarnet, skyddshelgon för bland annat florister.

### Övrigt
- Vegetariska världsdagen

## Namnsdagar

### Svenska almanackan
- Nuvarande – Ragnar och Ragna
- Föregående i kronologisk ordning
  - Före 1901 – Remigius
  - 1901–1985 – Ragnar
  - 1986–1992 – Ragnar, Ragna och Ragne
  - Från 1993 – Ragnar och Ragna

Remigius var till minne av ett helgon och biskop i staden Reims på 400-talet, och utgick 1901. Ragnar, Ragna och Ragne nyinfördes på sina respektive år – Ragne utgick 1993.

### Finlandssvenska almanackan
- Nuvarande från 2020[3] – Rainer, Ragnar
- I föregående revideringar[a][4]
  - 1929–1994 – Ragnar
  - 1995–2019 – Ragnar, Rainer

## Händelser
- 331 f.Kr. – Alexander av Makedonien segrar i slaget vid Gaugamela (nära antikens Nineveh) över den persiske kungen Dareios III. Dareios vänder om sin stridsvagn och flyr, även om hans underlydande fortsätter att kämpa. Alexander följer efter de besegrade persiska styrkorna till Arbela, men Dareios flyr med sitt baktriska kavalleri och grekiska legosoldater in i Medien.
- 366 – Sedan Liberius har avlidit en vecka tidigare väljs Damasus I till påve. Romare som är missnöjda med detta val väljer istället Ursinus till motpåve.
- 959 – Vid Edwy den rättvises död efterträds han som kung av England av sin bror Edgar.
- 965 – Sedan Leo VIII har avlidit den 1 mars väljs Giovanni Crescenzi till påve och tar namnet Johannes XIII.
- 1536 – Kung Gustav Vasa gifter sig med Margareta Eriksdotter (Leijonhufvud) i Uppsala.
- 1559 – Prinsessan Katarina Vasa gifter sig i Stockholm med Edzard II av Ostfriesland, vilket sedermera följs av Vadstenabullret.
- 1779 – Gustav III grundar staden Tammerfors.
- 1843 – Den brittiska söndagstidningen News of the World kommer ut för första gången.
- 1858 – Husagan avskaffas i Sverige. Myndiga anställda får inte längre agas, medan manliga under arton år och kvinnliga under sexton år fortfarande tillåts agas (fram till 1920).[5]
- 1867 – Järnvägen mellan Arboga och Köping invigs. Denna var en del av den planerade Köping–Hults Järnväg.
- 1888 – Katarina södra skola på Södermalm, Stockholm står färdig för inflyttning.
- 1906 – Allmän rösträtt införs i Finland.
- 1908 – Henry Ford introducerar T-Forden, sin tids mest populära och billigaste bil.
- 1918 – Järnvägsolyckan i Getå.
- 1946 – Domarna avkunnas i Nürnbergprocessen.
- 1949 – Kommunisterna och Mao Zedong tar makten i Kina och Folkrepubliken Kina utropas.[6]
- 1950 – Tunnelbanan i Stockholm börjar trafikera sträckan Slussen–Hökarängen.
- 1951 – Socialdemokraterna och Bondeförbundet ingår regeringskoalition.
- 1955 – Sverige avskaffar det brattska motbokssystemet.
- 1960 – Nigeria blir självständigt från Storbritannien.
- 1963 – Nnamdi Azikiwe blir Nigerias första president.[7]
- 1965 – Mellanöl börjar säljas i vanliga livsmedelsbutiker i Sverige.
- 1966 – Krigsförbrytarna Albert Speer och Baldur von Schirach friges efter att ha avtjänat sina straff.
- 1969 – Concorde 001 bryter ljudvallen för första gången under en provflygning i Frankrike.
- 1971 – Walt Disney World Resort öppnar i Florida.
- 1978 – Tuvalu blir självständigt från Storbritannien.
- 1991 – 10-kronan återintroduceras i det svenska myntsystemet.
- 1992 – Barnkanalen Cartoon Network ägd av Ted Turner har världspremiär med Familjen Flinta och Jetsons.
- 1993 – Den kommersiella radion premiärsänder i Sverige när NRJ som första station lanseras på egen frekvens i Stockholm.
- 2010 – De svenska 50-öringarna blir ogiltiga som betalningsmedel.
- 2017 – Folkomröstningen 2017 om Kataloniens självständighet äger rum.

## Födda
- 208 – Alexander Severus, romersk kejsare
- 1207 – Henrik III, kung av England och herre över Irland
- 1408 eller 1409 – Karl Knutsson (Bonde), kung av Sverige samt av Norge
- 1578 – Fidelis av Sigmaringen, katolsk ordenspräst och martyr; helgon
- 1685 – Karl VI, tysk-romersk kejsare
- 1754 – Paul I av Ryssland, tsar
- 1768 – Thomas Mann Randolph, amerikansk politiker, kongressledamot, guvernör i Virginia
- 1780
  - Sir Robert Smirke, brittisk arkitekt (British Museum)
  - Göran Wahlenberg, svensk botaniker
- 1800 – Peter Wieselgren, präst, nykterhetsförkämpe, litteratur- och kulturhistoriker
- 1809 – Otto Carlsund, ledare för AB Motala Verkstad
- 1812 – Stephen Hempstead, amerikansk demokratisk politiker, guvernör i Iowa
- 1828 – Ebba Ramsay, svensk skolledare
- 1834 – Francis Cockrell, amerikansk general och politiker, senator från Missouri
- 1840 – Anthony Higgins, amerikansk republikansk politiker och jurist, senator från Delaware
- 1841 – Sophus Christian Munk Aars, norsk naturskildrare
- 1847 – Annie Besant, brittisk socialreformator och teosof
- 1868 – Erik Piper, en svensk greve, kammarherre och rikshärold och ägare till Ängsö slott i Västmanlands län
- 1881 – Anders Örne, svensk socialdemokratisk politiker, kommunikationsminister, generalpostdirektör
- 1886 – Henrik Jaenzon, svensk fotograf och filmfotograf
- 1887 – Anna Gräber, svensk skådespelare, opera- och operettsångare och sångpedagog
- 1890 – Stanley Holloway, brittisk skådespelare
- 1891
  - Dagmar Ebbesen, svensk skådespelare och sångare
  - Magnus Nilsson, svensk hemmansägare och riksdagspolitiker (socialdemokrat)
- 1892 – Erik Österberg, svenskt statsråd och kommerseråd
- 1904
  - A.K. Gopalan, indisk politiker
  - Vladimir Horowitz, ukrainsk-amerikansk pianist
  - Erik Upmark, svensk ämbetsman och civilingenjör samt generaldirektör för SJ
- 1905 – Millan Lyxell, svensk skådespelare
- 1910 – Bonnie Elizabeth Parker, amerikansk bankrånare
- 1914 – Daniel Boorstin, amerikansk historiker, advokat och författare
- 1920 – Walter Matthau, amerikansk skådespelare
- 1924
  - Jimmy Carter, amerikansk politiker, USA:s president, mottagare av Nobels fredspris 2002
  - William Rehnquist, amerikansk jurist, chefsdomare i USA:s högsta domstol
- 1928 – Laurence Harvey, brittisk skådespelare
- 1930 – Richard Harris, brittisk skådespelare
- 1931 – John Vikström, finsk ärkebiskop
- 1935 – Julie Andrews, brittisk-amerikansk skådespelare och sångare
- 1936
  - Duncan Edwards, engelsk fotbollsspelare
  - Stella Stevens, amerikansk skådespelare
- 1938 – Alf Svensson, svensk politiker, partiledare för Kristdemokraterna
- 1942 – Jean-Pierre Jabouille, fransk racerförare
- 1943 – Ingela Thalén, svensk socialdemokratisk politiker, bland annat partisekreterare i socialdemokraterna, f.d. statsråd
- 1944 – Scott McKenzie, amerikansk popmusiker
- 1945 – Mohammad Nassiri, iransk tyngdlyftare
- 1947
  - Aaron Ciechanover, israelisk biokemist, mottagare av Nobelpriset i kemi 2004
  - Stephen Collins, amerikansk skådespelare
- 1948 – Robert Jordan, amerikansk författare
- 1950 – Carl-Göran Stålnacke, svensk fysiker, filosof och statstjänsteman
- 1952 – Anders Larsson, svensk författare och skådespelare
- 1956
  - Andrus Ansip, estnisk politiker, partiledare för Reformpartiet
  - Theresa May, brittisk torypolitiker, premiärminister
- 1958 – Andre Geim, rysk-nederländsk fysiker, mottagare av Nobelpriset i fysik 2010
- 1961 – Michael Righeira, italiensk sångare, låtskrivare, musiker och skådespelare, medlem i duon Righeira
- 1965 – Irma Schultz, svensk sångare och skådespelare
- 1966 – George Weah, liberiansk fotbollsspelare (anfallare) och politiker
- 1973 – Devin Nunes, amerikansk republikansk politiker, kongressledamot
- 1976 – Emma Gray, svensk programledare, redaktör, reporter och filmkritiker
- 1981 – Jamelia, brittisk R&B-sångare
- 1982 – Sandra Oxenryd, svensk sångare
- 1984 – Rosanna Tomiuk, kanadensisk vattenpolospelare
- 1985 – Catrinel Menghia, rumänsk fotomodell
- 1987 – Maro Joković, kroatisk vattenpolospelare

## Avlidna
- 959 – Edwy den rättvise, kung av England
- 1404 – Bonifatius IX, född Pietro Tomacelli, påve
- 1487 – Ivar Axelsson (Tott), danskt och svenskt riksråd
- 1499 – Marsilio Ficino, italiensk filosof, läkare och humanist
- 1574 – Maarten van Heemskerck, nederländsk konstnär
- 1578 – Juan de Austria, spansk ståthållare i Nederländerna
- 1684 – Pierre Corneille, fransk dramatisk skald
- 1808
  - Carl Gotthard Langhans, tysk arkitekt
  - Thomas Thorild, svensk jurist och författare
- 1858 – Alois Negrelli, österrikisk ingenjör och järnvägspionjär
- 1864 – Reuben Wood, amerikansk demokratisk politiker, jurist och diplomat, guvernör i Ohio
- 1871 – Magnus Kristian Retzius, svensk läkare
- 1910 – Napoleon B. Broward, amerikansk demokratisk politiker, guvernör i Florida
- 1916 – James Paul Clarke, amerikansk demokratisk politiker, guvernör i Arkansas
- 1929 – Antoine Bourdelle, fransk skulptör
- 1930 – Riccardo Drigo, italiensk tonsättare och dirigent
- 1944 – William Mulock, kanadensisk politiker.
- 1959 – Enrico De Nicola, Italiens förste president
- 1972 – Louis Leakey, brittisk antropolog
- 1979 – Harry Persson, svensk tungviktsboxare
- 1983 – Johan Richthoff, brottare, mottagare av Svenska Dagbladets guldmedalj 1930
- 1984 – Walter Frank Woodul, amerikansk demokratisk politiker
- 1990
  - John Stewart Bell, nordirländsk fysiker
  - Curtis LeMay, amerikansk flygvapengeneral under andra världskriget
- 1992 – Petra Kelly, tysk politiker
- 1995 – Lennart Palme, svensk manusförfattare och reklamkonsult
- 1999 – Gunnar Ljungström, svensk ingenjör. Utvecklade den första Saab-bilen
- 2004 – Richard Avedon, amerikansk fotograf
- 2006 – Frank Beyer, tysk filmregissör
- 2007 – Al Oerter, amerikansk diskuskastare, fyra olympiska guldmedaljer i rad
- 2008 – Boris Jefimov, rysk (sovjetisk) karikatyr- och propagandatecknare
- 2011
  - Sven Tumba, svensk ishockey- och fotbollsspelare, golfare
  - Butch Ballard, amerikansk jazztrummis
  - Andreas Nilsson, svensk fotbollsspelare
- 2012
  - Eric Hobsbawm, brittisk marxistisk historiker och författare
  - Moshe Sanbar, israelisk ekonom och tidigare centralbankschef
- 2013 – Tom Clancy, amerikansk thrillerförfattare
- 2014
  - Lynsey de Paul, brittisk sångerska och låtskrivare
  - Jörgen Almblad, svensk åklagare (bland annat i Palmeutredningen) och tidigare chef för Rikskriminalpolisen
- 2018 – Charles Aznavour, fransk sångare och skådespelare
- 2019 – Karel Gott, tjeckisk sångare
- 2020 – Maud Hansson Fissoun, svensk skådespelare
- 2021 – Ewert Ljusberg, svensk trubadur, vissångare och underhållningsartist, republiken Jämtlands president 1989–2021